# Камчия (село)
Камчия (болг. Камчия) — село в Болгарии. Находится в Бургасской области, входит в общину Сунгурларе. Население составляет 83 человека.

## Политическая ситуация
В местном кметстве Камчия, в состав которого входит Камчия, должность кмета (старосты) исполняет Севим Сеид Емин (Движение за права и свободы (ДПС)) по результатам выборов.
Кмет (мэр) общины Сунгурларе — Георги Стефанов Кенов (Движение за права и свободы (ДПС)) по результатам выборов в правление общины.